# Marcin I van Gniezno
Marcin I van Gniezno (ook Martinus) was de zesde aartsbisschop van Gniezno. De proloog van de Gesta principum Polonorum begint met een verwijzing naar Marcin I, de bisschoppen onder hem en kanselier Michał. De aartsbisschop was betrokken in de Poolse politiek als bemiddelaar tussen Zbigniew van Polen en Bolesław III van Polen, en tussen de prinsen en hun vader Wladislaus I Herman van Polen. Het is niet bekend wanneer zijn ambtstermijn als aartsbisschop begon en wanneer hij overleed. Zowel zijn voorganger als opvolger staan ter discussie.